# Tisamenus armadillo
Tisamenus armadillo är en insektsart som beskrevs av Ludwig Redtenbacher 1906. Tisamenus armadillo ingår i släktet Tisamenus och familjen Heteropterygidae. Inga underarter finns listade i Catalogue of Life.